# Landrecourt-Lempire
Landrecourt-Lempire est une commune française située dans le département de la Meuse, en région Grand Est. Elle est traversée de part et d'autre par l'autoroute A4 et le ruisseau le Franc-Ban.

## Géographie
| Nixéville-Blercourt    | Dugny-sur-Meuse        | Dugny-sur-Meuse |
| Senoncourt-les-Maujouy | Landrecourt-Lempire    | Dugny-sur-Meuse |
| Senoncourt-les-Maujouy | Senoncourt-les-Maujouy | Ancemont        |

### Hydrographie
La commune est dans le bassin versant de la Meuse au sein du bassin Rhin-Meuse. Elle est drainée par le ruisseau du Franc-Ban,.

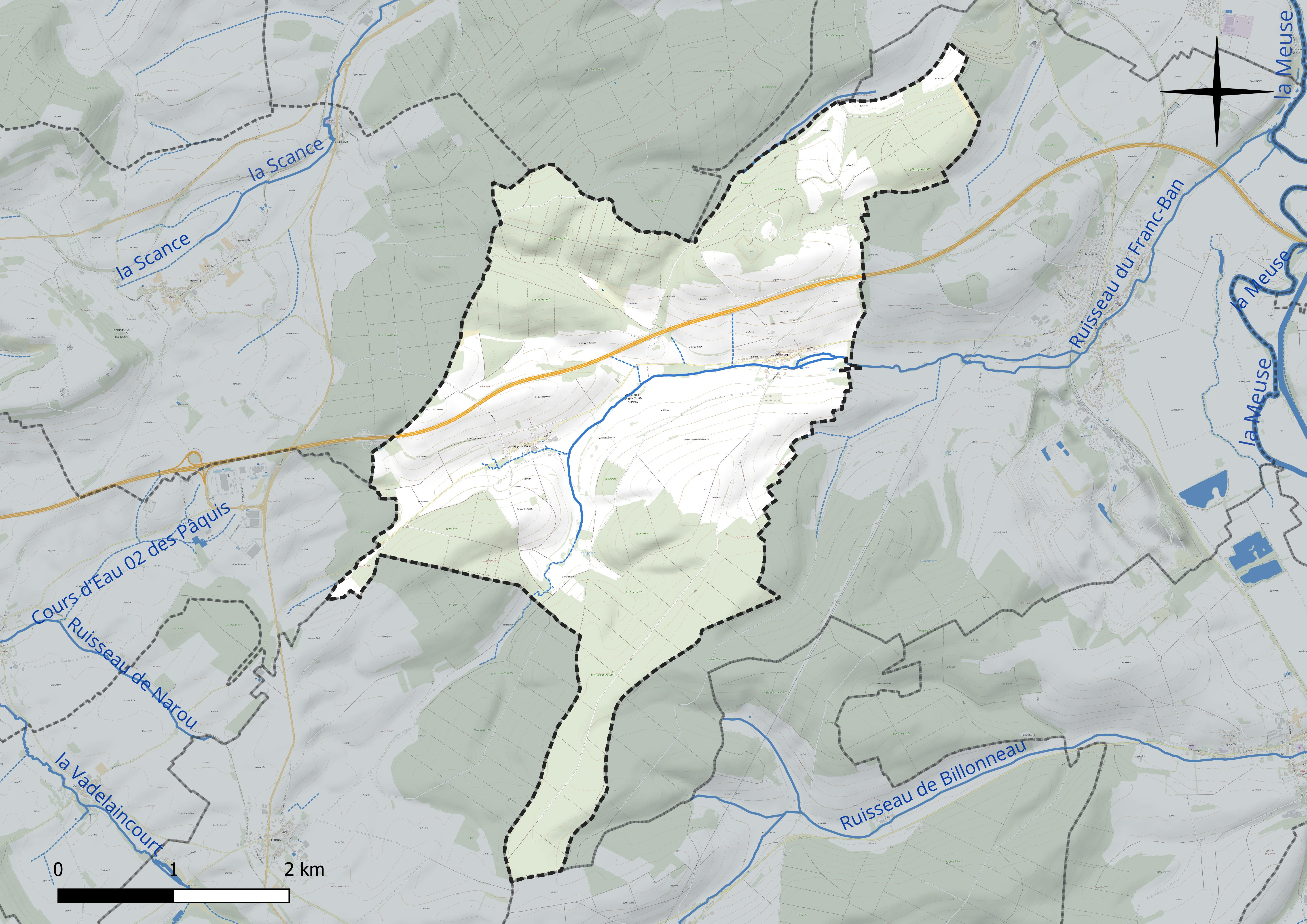
Réseau hydrographique de Landrecourt-Lempire.

### Climat
Pour des articles plus généraux, voir Climat du Grand Est et Climat de la Meuse.
En 2010, le climat de la commune est de type climat de montagne, selon une étude du Centre national de la recherche scientifique s'appuyant sur une série de données couvrant la période 1971-2000. En 2020, Météo-France publie une typologie des climats de la France métropolitaine dans laquelle la commune est exposée à un climat océanique altéré et est dans la région climatique  Lorraine, plateau de Langres, Morvan, caractérisée par un hiver rude (1,5 °C), des vents modérés et des brouillards fréquents en automne et hiver. 
Pour la période 1971-2000, la température annuelle moyenne est de 9,7 °C, avec une amplitude thermique annuelle de 15,7 °C. Le cumul annuel moyen de précipitations est de 991 mm, avec 13,9 jours de précipitations en janvier et 9,6 jours en juillet. Pour la période 1991-2020, la température moyenne annuelle observée sur la station météorologique de Météo-France la plus proche, « Bonzée_sapc », sur la commune de Bonzée à 18 km à vol d'oiseau, est de 10,6 °C et le cumul annuel moyen de précipitations est de 783,7 mm. 
La température maximale relevée sur cette station est de 40,6 °C, atteinte le 24 juillet 2019 ; la température minimale est de −17,3 °C, atteinte le 7 février 2012,,. 
Les paramètres climatiques de la commune ont été estimés pour le milieu du siècle (2041-2070) selon différents scénarios d'émission de gaz à effet de serre à partir des nouvelles projections climatiques de référence DRIAS-2020. Ils sont consultables sur un site dédié publié par Météo-France en novembre 2022.

## Urbanisme

### Typologie
Au 1er janvier 2024, Landrecourt-Lempire est catégorisée commune rurale à habitat dispersé, selon la nouvelle grille communale de densité à sept niveaux définie par l'Insee en 2022.
Elle est située hors unité urbaine. Par ailleurs la commune fait partie de l'aire d'attraction de Verdun, dont elle est une commune de la couronne,. Cette aire, qui regroupe 103 communes, est catégorisée dans les aires de moins de 50 000 habitants,.

### Occupation des sols
L'occupation des sols de la commune, telle qu'elle ressort de la base de données européenne d’occupation biophysique des sols Corine Land Cover (CLC), est marquée par l'importance des territoires agricoles (50,2 % en 2018), une proportion sensiblement équivalente à celle de 1990 (49,7 %). La répartition détaillée en 2018 est la suivante : 
forêts (49,8 %), terres arables (38 %), prairies (12,3 %). L'évolution de l’occupation des sols de la commune et de ses infrastructures peut être observée sur les différentes représentations cartographiques du territoire : la carte de Cassini (XVIIIe siècle), la carte d'état-major (1820-1866) et les cartes ou photos aériennes de l'IGN pour la période actuelle (1950 à aujourd'hui).

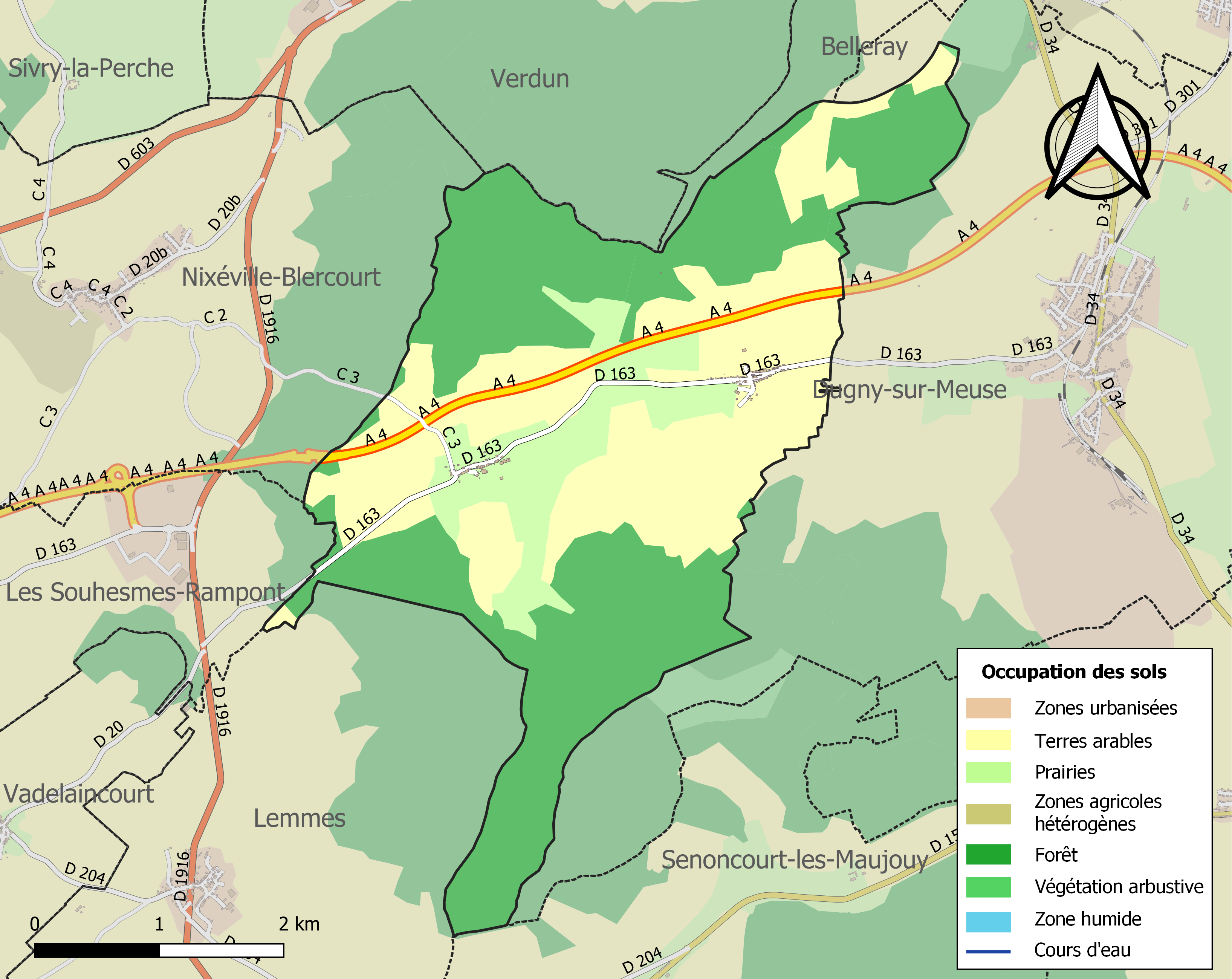
Carte des infrastructures et de l'occupation des sols de la commune en 2018 (CLC).

## Toponymie

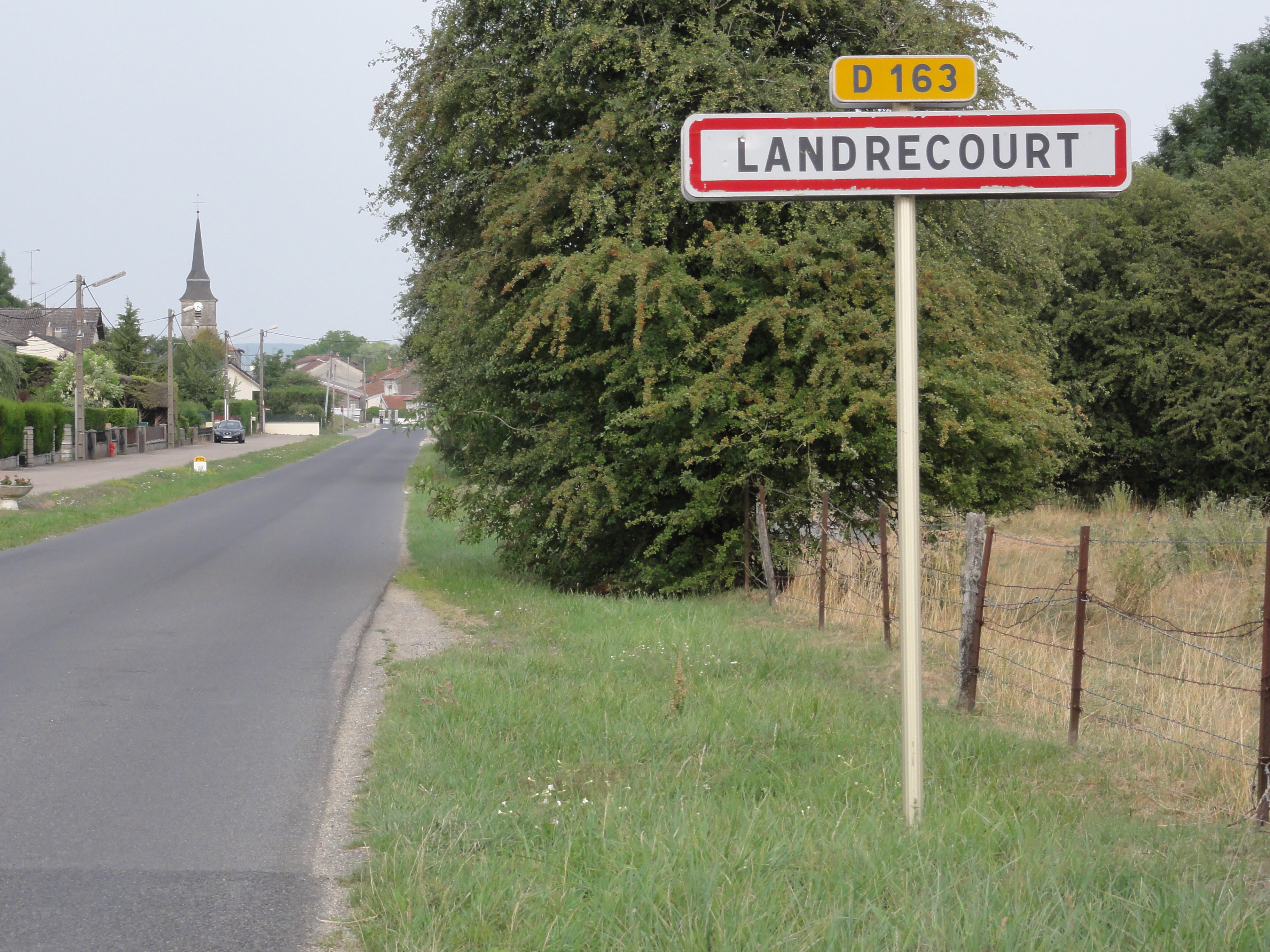
Entrée de Landrecourt.
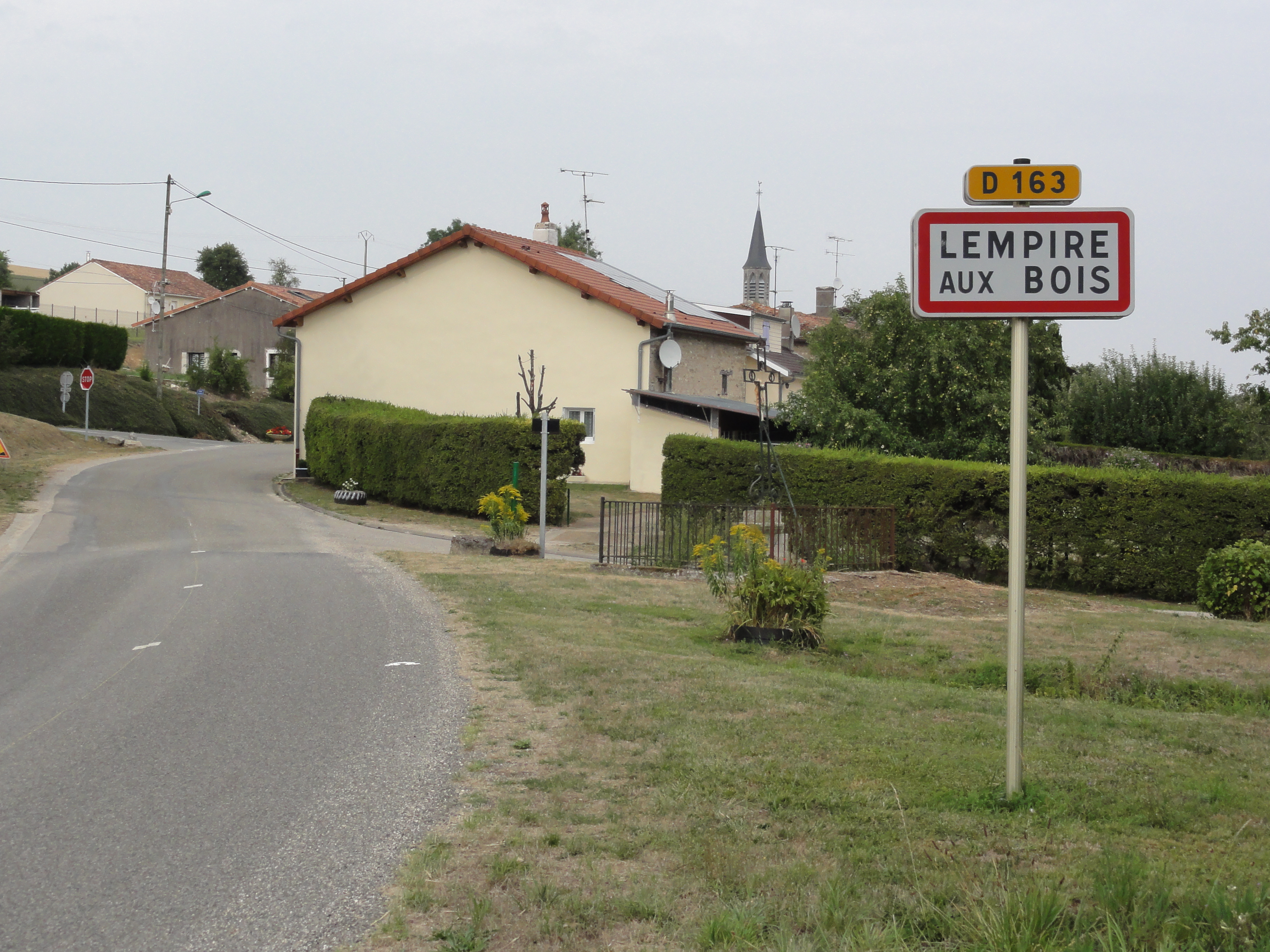
Entrée de Lempire.
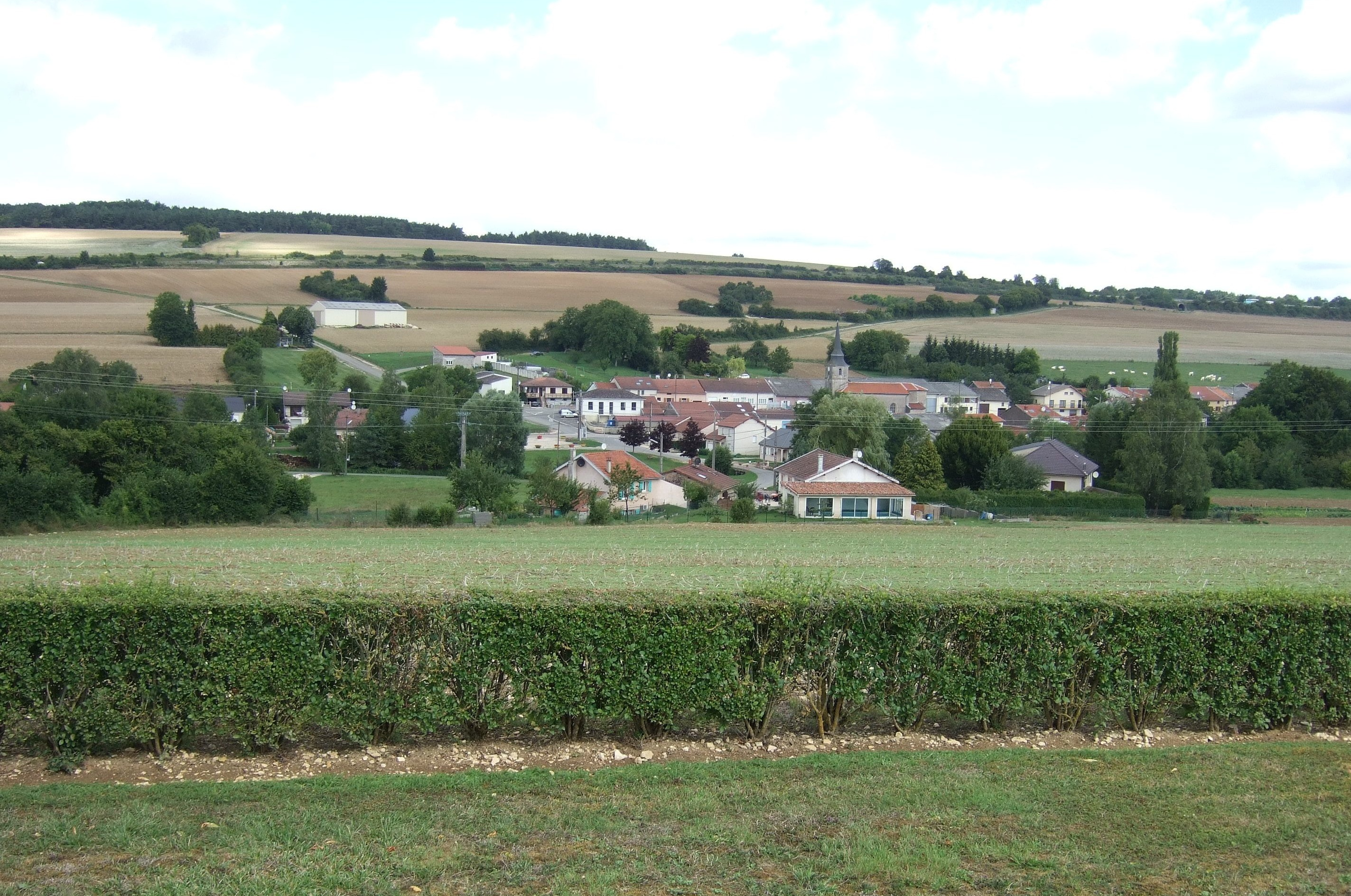
Vue sur Landrecourt.

Landrecourt est attesté sous les formes Handrecuria (1500) ; Landrecour (1700) ; Landrecuria (1738) ; Landrecourt prend le nom de Landrecourt-Lempire en 1972 ( J.O., 15.08.1972 ).

Lempire est attesté sous les formes In villa Lempera (984) ; De Imperio juxta Lamiam (1237) ; Lampeire (1250) ; Lenpeire (1336) ; Lampirre (1656) ; Lempirium (1738) ; L’Empire (1743) ; Par arrêté préfectoral du 24.02.1922, Lempire prend le nom de Lempire-aux-Bois en 1922 ( J.O., 1922 ).

## Histoire

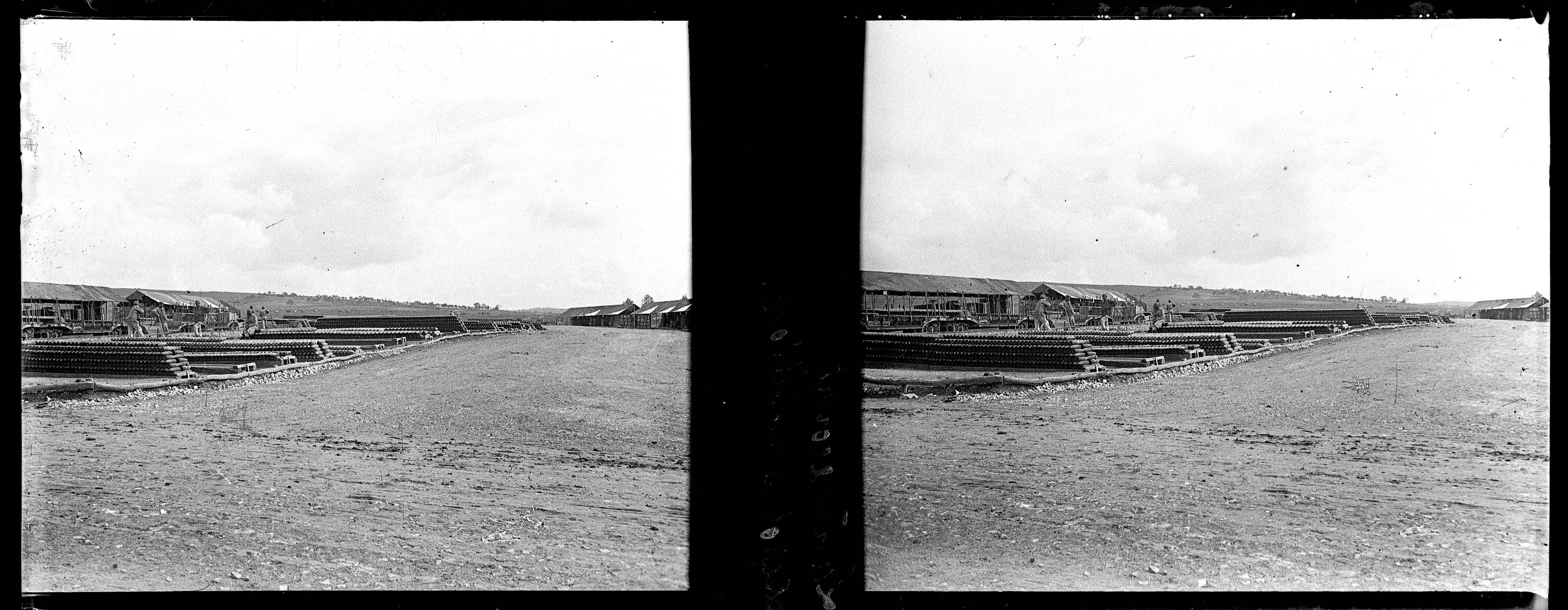
Vue d'ensemble du dépôt de munitions en 1916. Archives municipales de Toulouse.

Pendant la Première Guerre mondiale, la commune accueille sur son territoire un dépôt de munitions.
Le 1er septembre 1972, Landrecourt devient Landrecourt-Lempire à la suite de sa fusion-association avec Lempire-aux-Bois.

## Politique et administration
| Période                                  | Période      | Identité        | Étiquette | Qualité             |
| ---------------------------------------- | ------------ | --------------- | --------- | ------------------- |
| Les données manquantes sont à compléter. |              |                 |           |                     |
| mars 2001                                | mars 2008    | Bernard Roger   |           |                     |
| mars 2008                                | juillet 2020 | Patrick Pierron |           |                     |
| juillet 2020                             | En cours     | Richard Muller  |           | Employé de commerce |

## Population et société

### Démographie
L'évolution du nombre d'habitants est connue à travers les recensements de la population effectués dans la commune depuis 1793. Pour les communes de moins de 10 000 habitants, une enquête de recensement portant sur toute la population est réalisée tous les cinq ans, les populations de référence des années intermédiaires étant quant à elles estimées par interpolation ou extrapolation. Pour la commune, le premier recensement exhaustif entrant dans le cadre du nouveau dispositif a été réalisé en 2005.

En 2022, la commune comptait 223 habitants, en évolution de +7,21 % par rapport à 2016 (Meuse : −4,4 %, France hors Mayotte : +2,11 %).
| 1793 | 1800 | 1806 | 1821 | 1831 | 1836 | 1841 | 1846 | 1851 |
| ---- | ---- | ---- | ---- | ---- | ---- | ---- | ---- | ---- |
| 220  | 247  | 245  | 246  | 246  | 247  | 229  | 223  | 225  |

| 1856 | 1861 | 1866 | 1872 | 1876 | 1881 | 1886 | 1891 | 1896 |
| ---- | ---- | ---- | ---- | ---- | ---- | ---- | ---- | ---- |
| 239  | 221  | 215  | 190  | 191  | 149  | 270  | 208  | 345  |

| 1901 | 1906 | 1911 | 1921 | 1926 | 1931 | 1936 | 1946 | 1954 |
| ---- | ---- | ---- | ---- | ---- | ---- | ---- | ---- | ---- |
| 346  | 304  | 242  | 105  | 100  | 111  | 98   | 90   | 89   |

| 1962 | 1968 | 1975 | 1982 | 1990 | 1999 | 2005 | 2006 | 2010 |
| ---- | ---- | ---- | ---- | ---- | ---- | ---- | ---- | ---- |
| 115  | 93   | 140  | 184  | 203  | 176  | 202  | 207  | 193  |

| 2015 | 2020 | 2022 | - | - | - | - | - | - |
| ---- | ---- | ---- | - | - | - | - | - | - |
| 207  | 217  | 223  | - | - | - | - | - | - |

## Culture locale et patrimoine

### Lieux et monuments
- L'église Saint-Maurice de Landrecourt[23],[24]. L'église fut érigée en 1790. Elle a été endommagée au cours de la Première Guerre mondiale, puis restaurée. À l’intérieur, on peut voir une représentation du martyre de saint Maurice habillé en soldat portant l’épée et la palme. Elle abrite, aussi, une chaire en bois provenant de l'ancien couvent des capucins de Verdun (XVIIIe siècle), une statue de saint Nicolas en évêque avec les trois enfants à ses pieds (XIXe s.) et d'une table de communion en fonte datant de la seconde moitié du XIXe siècle. Le patron de église, saint Maurice, est fêté le 22 septembre.
- L'église Saint-Firmin de Lempire-aux-Bois, reconstruite en 1931.
- La stèle X3762[25] a été érigée en souvenir de l’avion britannique qui a été abattu par la chasse allemande, dans la nuit du samedi 19 au dimanche 20 septembre 1942. Il s'est écrasé sur la commune, en pleine forêt au lieu-dit le Champ la Gaille. Cinq aviateurs, trois Anglais, un Canadien et un Australien, sont abattus par un Messerschmitt 110 de la DCA allemande, basé à Saint-Dizier et spécialisé dans la chasse de nuit. Aucun aviateur ne survivra. Ce monument a été érigé en 1994 à l'emplacement même du crash puis il fut déplacé en 2013 à la sortie nord du village de Landrecourt, près de la rue du Fort.
- La Nécropole nationale de Landrecourt-Lempire (superficie 14 950 m2), peuplée des corps de 1962 militaires français tombés au cours de la bataille de Verdun.

Croix de chemin à Landrecourt.
- Croix de chemin à Lempire-au-Bois.
- Lavoir à Lempire-au-Bois.

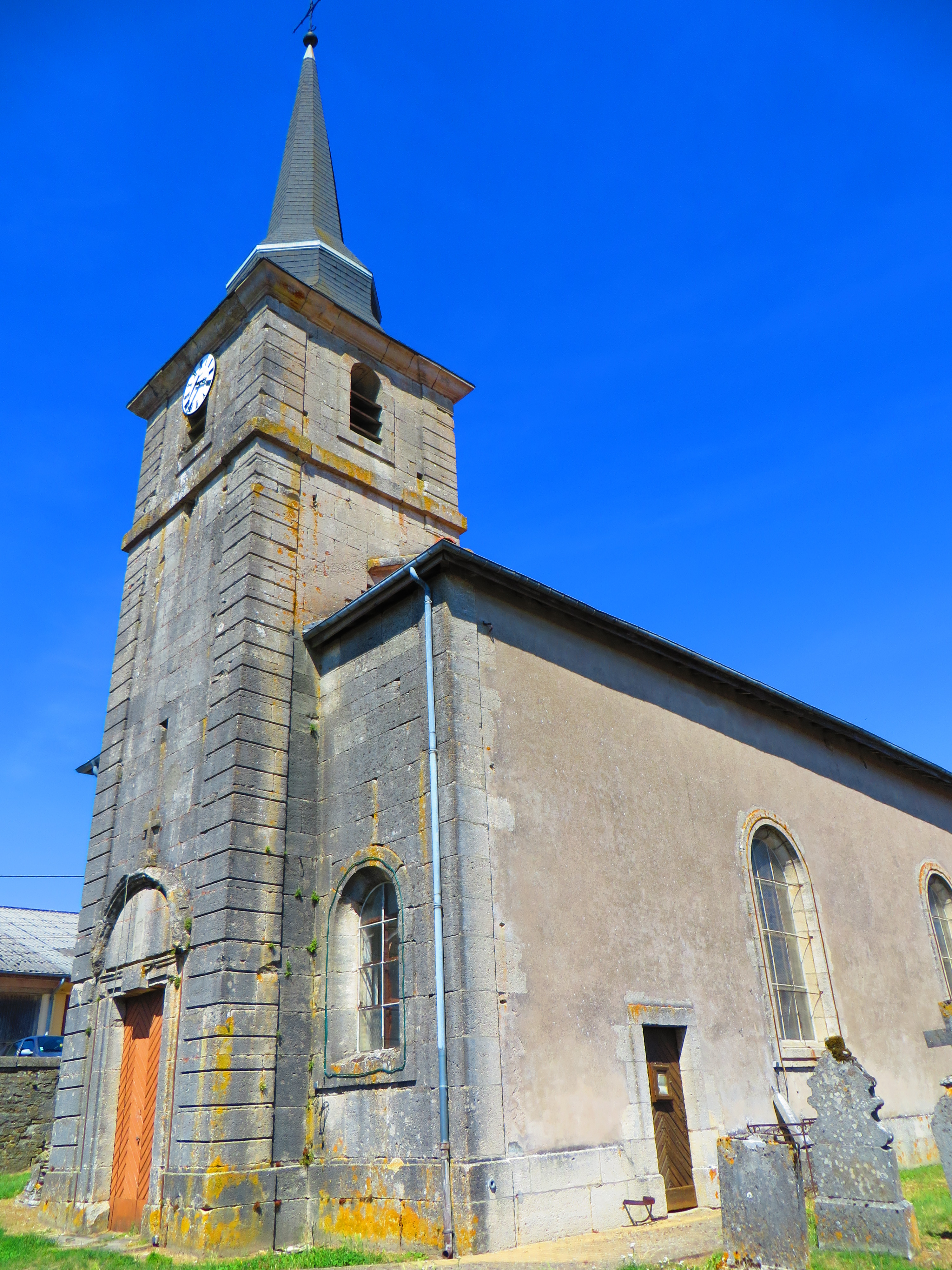
L'église Saint-Maurice de Landrecourt.
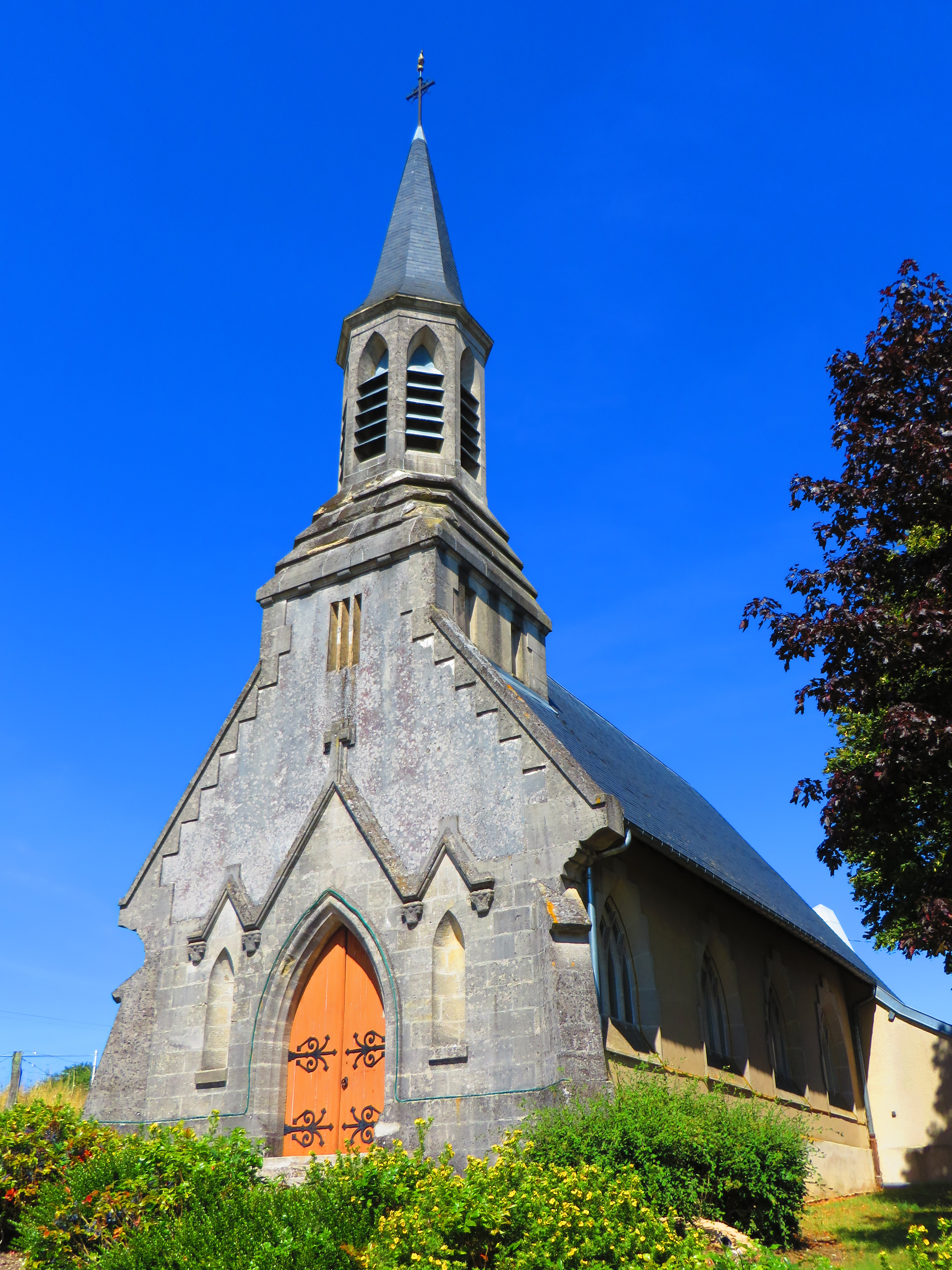
L'église Saint-Firmin de Lempire-aux-Bois.
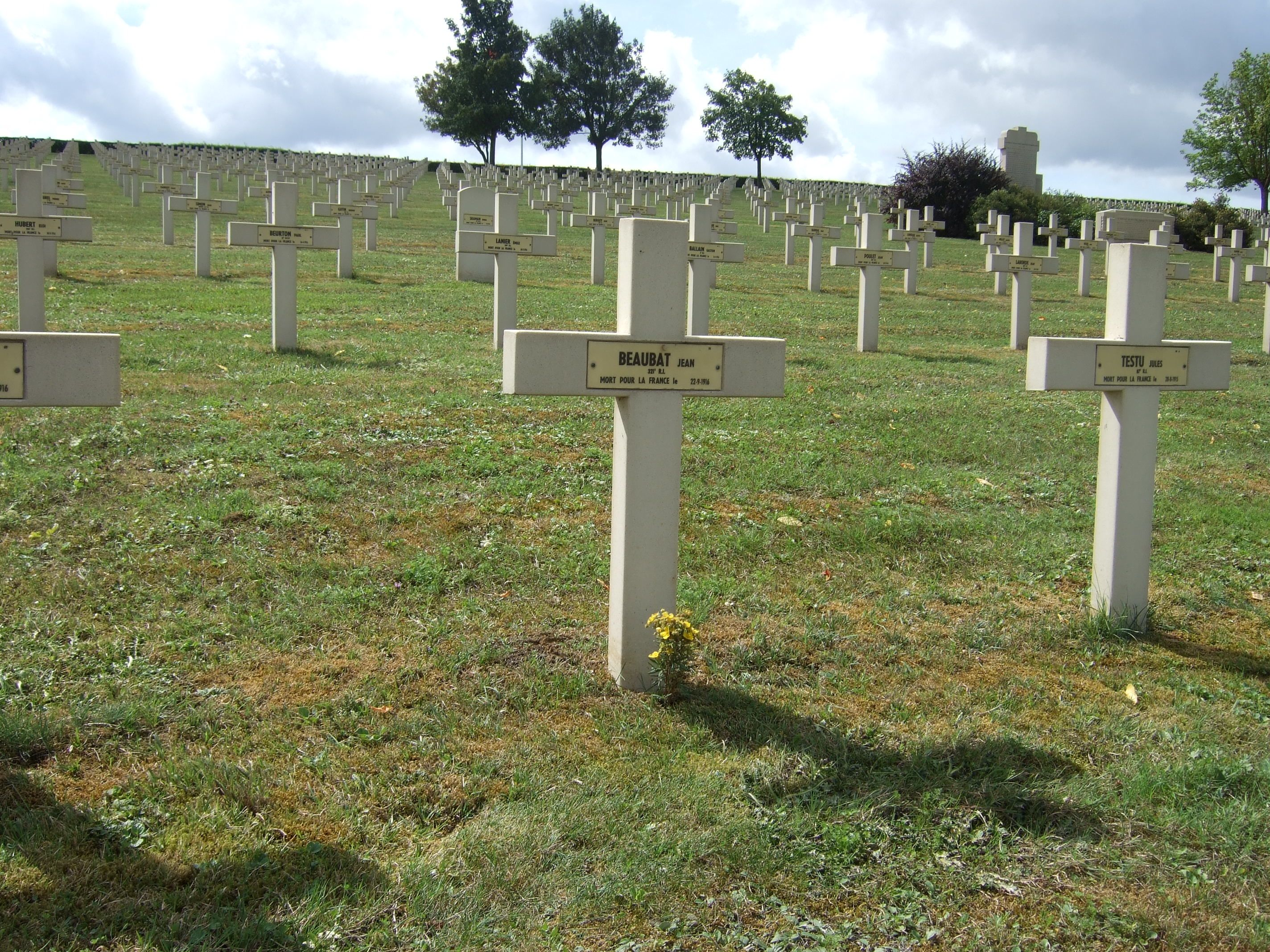
Vue de la Nécropole nationale de Landrecourt-Lempire.
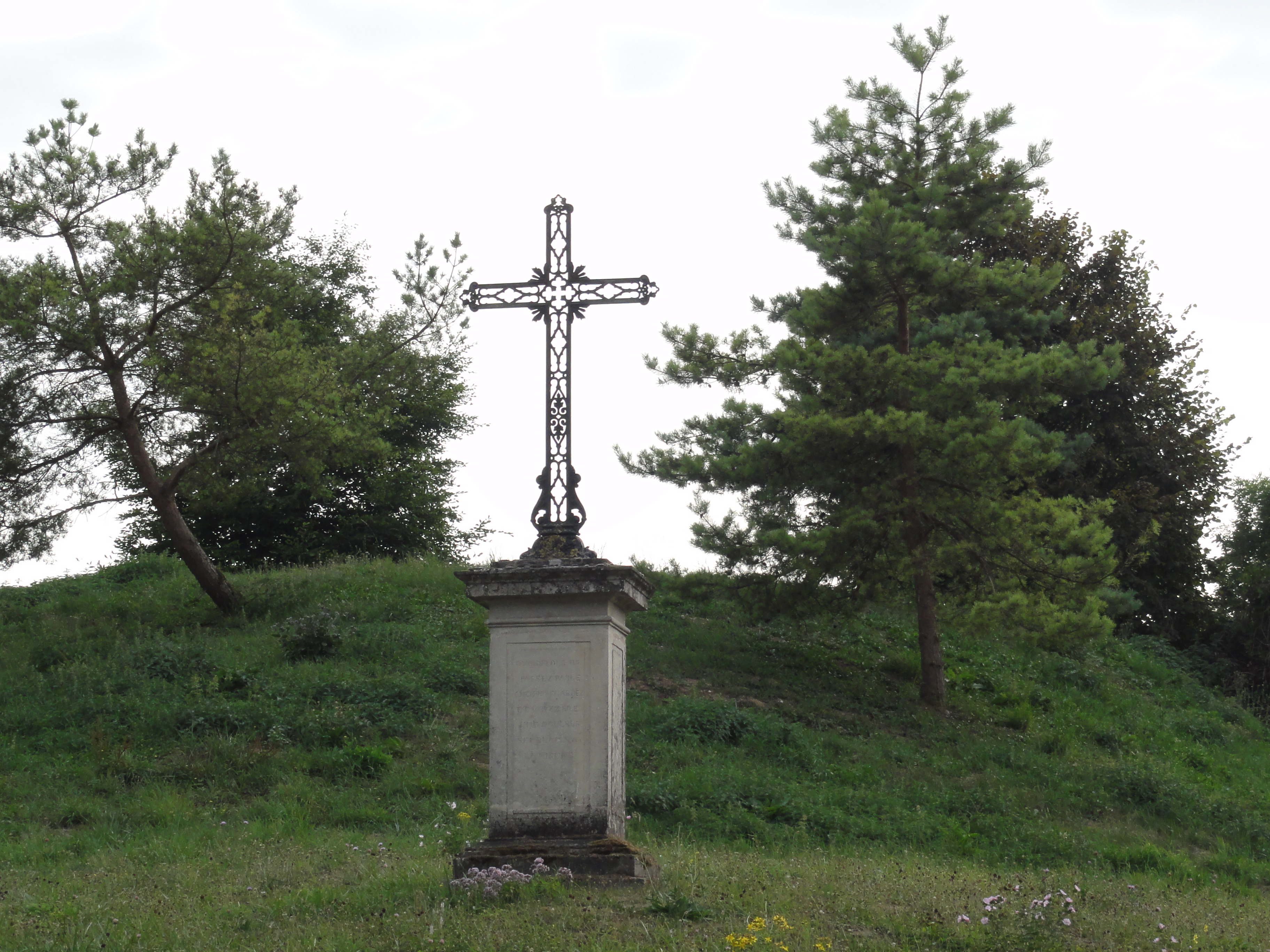
Croix de chemin à Landrecourt.
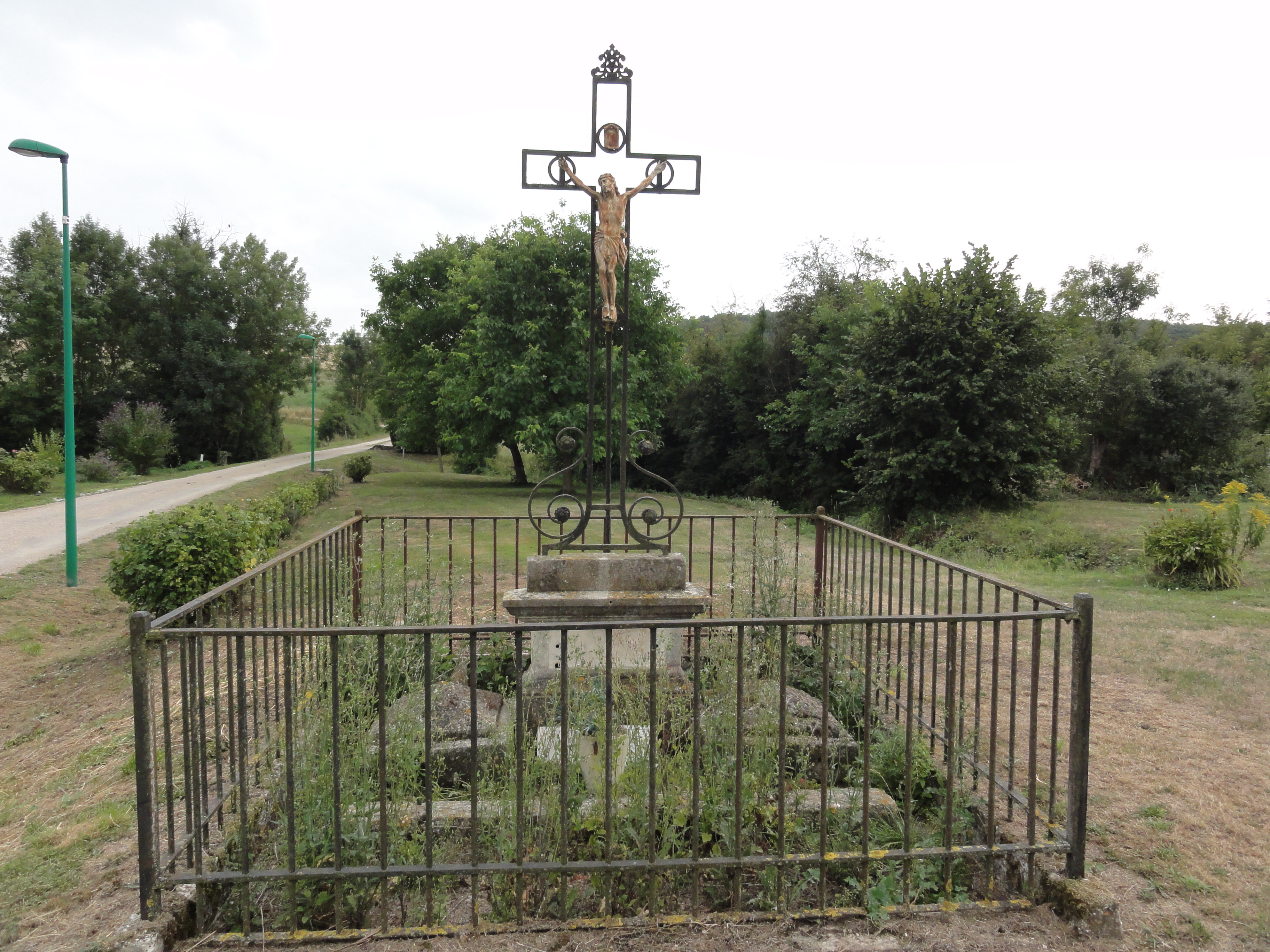
Croix de chemin à Lempire-au-Bois.
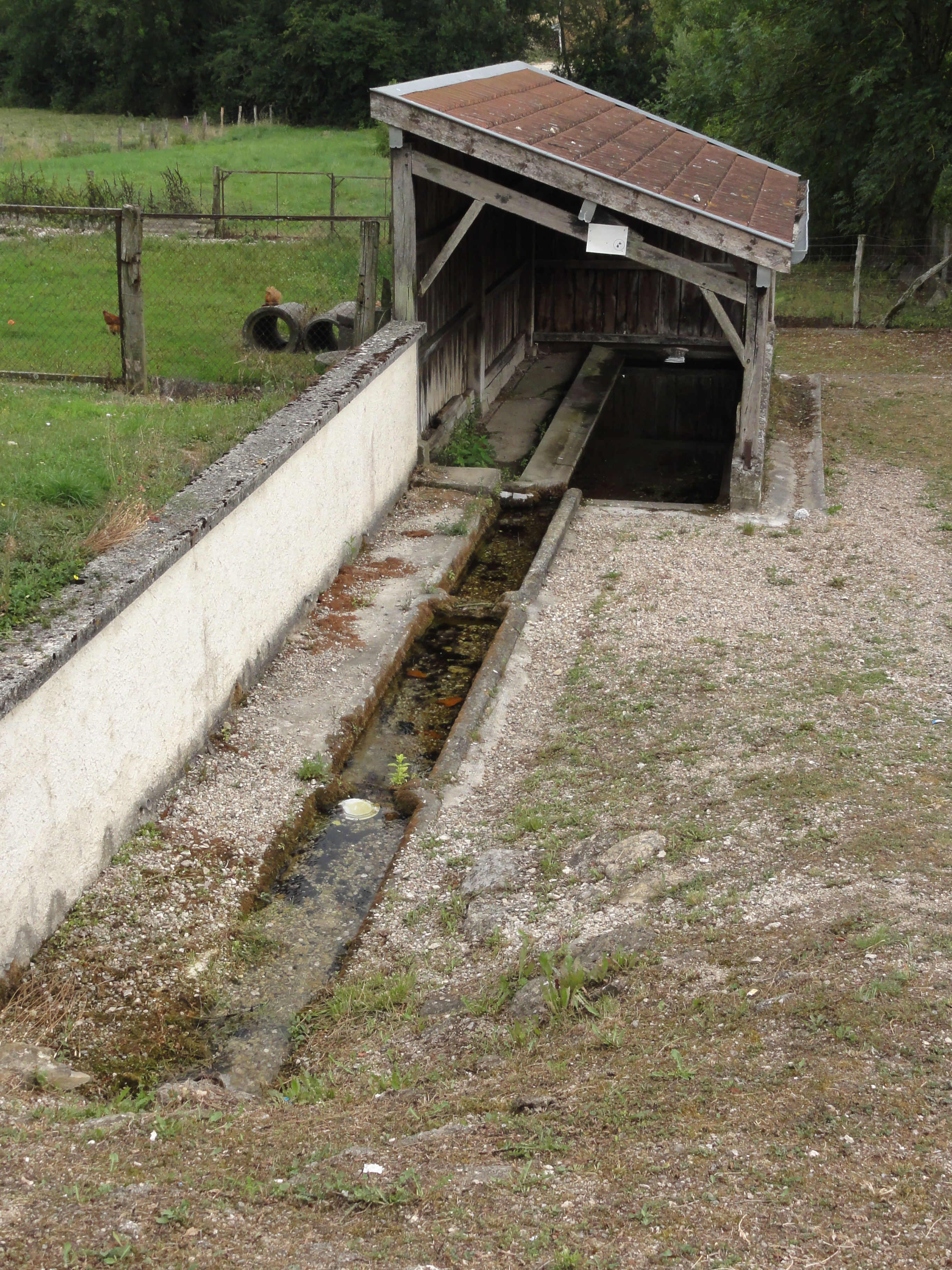
Lavoir à Lempire-au-Bois.

### Personnalités liées à la commune
- Philippe Victoire Lévêque de Vilmorin (1746-1804) est originaire de Landrecourt, il fait des études de médecine à Paris, s'intéresse à la botanique, développe la culture de betteraves et de rutabagas puis développe le commerce des graines dans son entreprise (Vilmorin-Andrieux) dont la renommée perdure aujourd'hui.

### Héraldique, logotype et devise
| Blason de Landrecourt-Lempire | Blason  | Tiercé en pairle renversé: au 1) d'or à la croix tréflée de sable, au 2) d'azur à un coq d'or, au 3e de gueules à une mitre d'argent.                                    |
| Blason de Landrecourt-Lempire | Détails | La croix tréflée est l'attribut de saint Maurice et la mitre celui de saint Firmin. Le coq évoque Ambly de Monthairon. Création Jean-François Binon utilisée depuis 2013 |